# Liste von Nähmaschinenmuseen

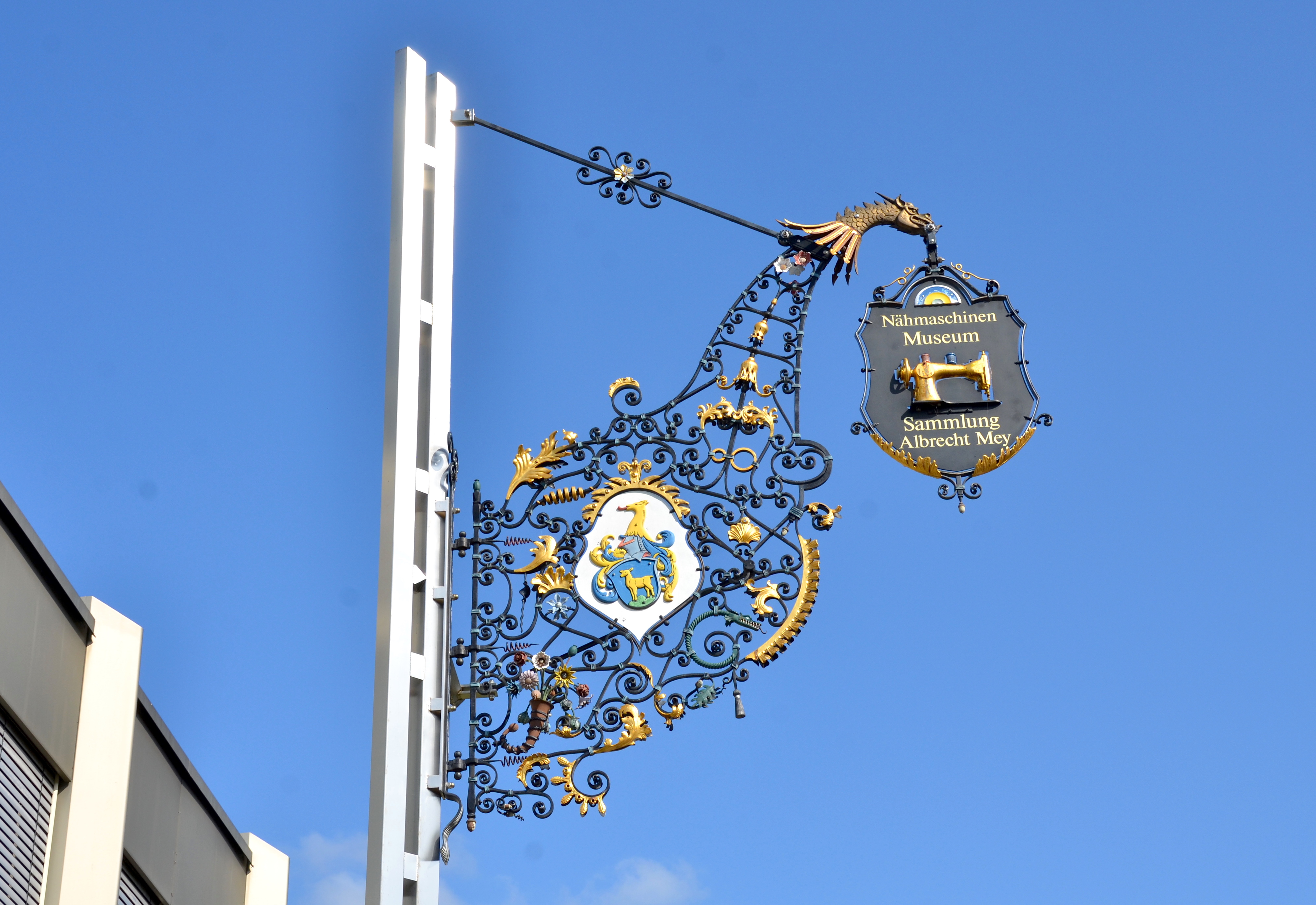
Nasenschild des Nähmaschinenmuseums der Firma Mey in Lautlingen

Ein Nähmaschinenmuseum ist ein Museum zur Ausstellung und zur Darstellung der Entwicklung und der Geschichte von Nähmaschinen.

## Nähmaschinenmuseen

### Deutschland
- Nähmaschinenmuseum der Firma Mey in Albstadt (Zollernalbkreis / Baden-Württemberg)
- Nähmaschinenmuseum der Erzabtei St. Ottilien[1] in Sankt Ottilien (Landkreis Landsberg am Lech / Bayern)
- Nähmaschinenmuseum Sommerfeld in Kremmen (Landkreis Oberhavel / Brandenburg)
- Nähmaschinenmuseum Raphael Wilhelm[2] in Augsburg (Bayern)
- Historisches Nähmaschinenmuseum (München) in München, aufgelöst

### Niederlande
- Nähmaschinenmuseum (Weert)[3] in Weert

### Österreich
- Nähmaschinenmuseum (Kufstein)[4] in Kufstein
- Nähmaschinenmuseum (Sasendorf NÖ)[5]

### Schweiz
- Schweizer Nähmaschinenmuseum Freiburg[6] in Freiburg im Üechtland
- Nähmaschinenmuseum am Pilgersteg[7] in Duernten, Zürcher Oberland